# Orlando Gutiérrez (futbolista chileno)
Orlando Salvador Gutiérrez Leiva (Quintero, Chile, 19 de agosto de 1989) es un exfutbolista chileno. Se desempeñaba como defensa central o lateral por izquierda. Es hermano del también futbolista Felipe Gutiérrez Leiva. Actualmente dirige a Concón National de la Segunda División de Chile.

## Trayectoria

### Everton
Debutó en Everton el 26 de enero de 2013, en un partido de visitante contra Ñublense, que terminaría en empate 1-1. Al terminar el partido le declara al diario La Estrella de Valparaíso “es un empate positivo, porque hicimos las cosas bien, afrontamos un partido sumamente difícil, con Ñublense en una cancha muy complicada, pero lo sacamos bien con once guerreros, más los tres que entraron, con todas las ganas y muchas fuerzas, así que estamos felices y esperamos poder ir sumando partido a partido”.
De igual forma, respecto al análisis de su rendimiento y del bloque defensivo comentó que: “Me acomodé, conocía a algunos jugadores de ellos, como Juan Gutiérrez, pero parece que ellos estaban haciendo más trabajos defensivos, y eso me acomoda mucho, después hubo un cambio con el Benja Ruiz, que ataca más, pero ahí nos complementamos bien. Dentro de todo, lo hicimos bien, poco a poco iremos agarrando confianza con el resto de mis compañeros y ojalá, también, tener el nivel futbolístico que quiere el profe”.

### Ñublense
Tras realizar una buena campaña en Everton, Gutiérrez ficha en Ñublense.

### Deportes Temuco
En 2015 ficha por Deportes Temuco de la Primera B de Chile, donde cumplió funciones como central y lateral izquierdo.

### Deportes Puerto Montt
Se incorpora a inicios de 2018 al cuadro "salmonero", en el cual permanece como jugador activo hacia fines de 2019, pero una serie de lesiones mermaron su accionar sobre todo en el segundo semestre de 2019, una vez concluido su contrato se retira de la actividad y se mantiene en el club en calidad de Jefe Técnico de las divisiones menores y equipo femenino del club albiverde, hasta el 16 de agosto de 2021 que presenta su renuncia.

## Clubes

### Como jugador
| Club                  | País  | Año       | Partidos | G |
| --------------------- | ----- | --------- | -------- | - |
| Trasandino            | Chile | 2010      | 27       | 2 |
| Barnechea             | Chile | 2010-2012 | 23       | 1 |
| Everton               | Chile | 2013-2014 | 25       | 1 |
| Ñublense              | Chile | 2014-2015 | 21       | 0 |
| Deportes Temuco       | Chile | 2015-2017 | 50       | 4 |
| Deportes Puerto Montt | Chile | 2018-2019 | 41       | 5 |

### Como entrenador
| Club                             | País  | Año       |
| -------------------------------- | ----- | --------- |
| Deportes Puerto Montt (femenino) | Chile | 2021      |
| Quintero Unido                   | Chile | 2022      |
| Concón National                  | Chile | 2024      |
| Concón National                  | Chile | 2025-Act. |

## Palmarés

### Campeonatos nacionales
| Título    | Club            | País  | Año     |
| --------- | --------------- | ----- | ------- |
| Tercera A | Barnechea       | Chile | 2011    |
| Primera B | Deportes Temuco | Chile | 2015-16 |